# Carsia obsoleta
Carsia obsoleta là một loài bướm đêm trong họ Geometridae.